# كلوديا شينباوم
كلوديا شينباوم (من مواليد 24 يونيو 1962) عالمة مكسيكية وسياسية، ورئيسة المكسيك المنتخبة بعد فوزها كمرشحة لليسار الحاكم بانتخابات الرئاسة في المكسيك بفارق كبير عن منافستها اليمينية سوتشيتل غالفيز في الانتخابات العامة المكسيكية لعام 2024. لتصبح أول امرأة ترأس المكسيك.  شغلت سابقا منصب رئيس حكومة مكسيكو سيتي (يعادل منصب رئيس البلدية). تم انتخابها عمدة مدينة مكسيكو في 1 يوليو 2018 كجزء من ائتلاف معا سنصنع التاريخ. وهي أول امرأة وأول شخص من خلفية ثقافية يهودية يتم انتخابه عمدة لمدينة مكسيكو سيتي.
شينباوم حاصلة على دكتوراة في هندسة الطاقة، وهي مؤلفة أكثر من 100 مقال وكتابين حول مواضيع الطاقة والبيئة والتنمية المستدامة. شغلت منصب وزيرة البيئة في مكسيكو سيتي من عام 2000 إلى عام 2006 خلال فترة أندريس مانويل لوبيز أوبرادور كرئيس للبلدية، وكانت عمدة تلالبان من عام 2015 إلى عام 2017. ساهمت في الهيئة الحكومية الدولية المعنية بتغير المناخ، والتي حصلت على جائزة نوبل جائزة السلام عام 2007. في عام 2018 تم إدراجها كواحدة من 100 امرأة (بي بي سي).

## نشأتها
ولدت كلوديا شينباوم باردو لعائلة يهودية علمانية في مكسيكو سيتي. هاجر والدا والدها الأشكنازي إلى مكسيكو سيتي من ليتوانيا في عشرينيات القرن الماضي. هاجر والدا والدتها السفارديم هناك من صوفيا بلغاريا في أوائل الأربعينيات من القرن الماضي هربًا من الهولوكوست. احتفلت بجميع الأعياد اليهودية في منازل أجدادها. كلا والديها علماء، والدها المهندس الكيميائي كارلوس شينباوم يوسيليفيتز، ووالدتها آني باردو سيمو عالمة أحياء وأستاذة فخرية بكلية العلوم في الجامعة الوطنية المستقلة في المكسيك، وشقيقها فيزيائي.

## الحياة الأكاديمية
درست شينباوم الفيزياء في الجامعة الوطنية المستقلة في المكسيك، حيث حصلت على درجة جامعية في عام 1989 تليها الماجستير 1994 والدكتوراة 1995 في هندسة الطاقة. أكملت العمل لأطروحة الدكتوراه الخاصة بها في أربع سنوات (1991-1994) في مختبر لورانس بيركلي الوطني في بيركلي، كاليفورنيا، حيث حللت استخدام الطاقة في النقل في المكسيك، ونشرت دراسات حول اتجاهات استخدام الطاقة في المباني المكسيكية، و حصلت على درجة الدكتوراه في هندسة الطاقة والفيزياء.
في عام 1995 انضمت إلى هيئة التدريس في معهد الجامعة الوطنية المستقلة للهندسة. كانت باحثة في معهد الهندسة، وعضو في الأكاديمية المكسيكية للعلوم. في عام 1999 حصلت على جائزة أفضل باحث شاب من الجامعة الوطنية المستقلة في الهندسة والابتكار التكنولوجي.
في عام 2006 عادت شينباوم إلى الجامعة الوطنية المستقلة بعد فترة عمل في الحكومة، ونشر مقالات في المجلات العلمية.
في عام 2007 انضمت إلى الفريق الحكومي الدولي المعني بتغير المناخ في الأمم المتحدة في مجال الطاقة والصناعة، كمؤلفة حول موضوع «التخفيف من تغير المناخ» لتقرير التقييم الرابع للفريق الحكومي الدولي المعني بتغير المناخ. فازت المجموعة بجائزة نوبل للسلام في ذلك العام. في عام 2013 قامت بتأليف تقرير التقييم الخامس للهيئة الحكومية الدولية المعنية بتغير المناخ جنبًا إلى جنب مع 11 خبيرًا آخر في مجال الصناعة.

## الحياة السياسية

### عمدة تلالبان
منذ نهاية عام 2015 شغلت شينباوم منصب عمدة تلالبان. استقالت من المنصب فور تلقيها ترشيحًا لمنصب عمدة مدينة مكسيكو لعضوية تحالف معا سنصنع التاريخ، الذي يتألف من حركة التجديد الوطني وحزب العمال وحزب اللقاء الاجتماعي.

### عمدة مدينة مكسيكو
في 1 يوليو 2018 انتُخبت شينباوم لولاية مدتها ست سنوات كرئيس لحكومة المقاطعة الفيدرالية لمدينة مكسيكو سيتي، متغلبة على ستة مرشحين آخرين. خلال الحملة، اتهم خصوم شينباوم بانهيار مدرسة ابتدائية في زلزال 7.1 المستوى الذي قتل 19 طفلاً في عام 2017. أصبحت أول رئيسة بلدية منتخبة لمكسيكو سيتي، وأول عمدة يهودية.
في يونيو 2019 أعلنت عن خطة بيئية جديدة مدتها ست سنوات. ويشمل الحد من تلوث الهواء بنسبة 30٪، وزراعة 15 مليون شجرة، وحظر المواد البلاستيكية ذات الاستخدام الواحد، وتعزيز إعادة التدوير، وبناء محطة جديدة لفصل النفايات، وتوفير خدمة المياه لكل منزل، وبناء 100 كيلومتر من الممرات للاستخدام الحصري لخطوط الميترو ونظام مترو مكسيكو سيتي، وإنشاء وتركيب سخانات المياه بالطاقة الشمسية والألواح الشمسية.
في سبتمبر 2019 أعلنت شينباوم عن استثمار 40 مليار بيزو (2 مليار دولار أمريكي) لتحديث مترو مكسيكو سيتي على مدى السنوات الخمس المقبلة، بما في ذلك التحديث وإعادة التقوية والقطارات الجديدة وتحسين المحطات والسلالم والتحكم في القطارات والأتمتة ومعلومات المستخدم وأنظمة الدفع.
تم ترشيح شينباوم من قبل مؤسسة مؤسسة سيتي مايورز لجائزة عمدة العالم في عام 2021 في أمريكا الشمالية لتعاملها مع جائحة كوفيد 19 في المكسيك.